# Anselm Francesc de Thurn i Taxis
Anselm Francesc de Thurn i Taxis (en alemany Anselm Franz Fürst von Thurn und Taxis) va néixer a Brussel·les el 30 de gener de 1681 i va morir a la mateixa ciutat el 8 de novembre de 1739. Era el fill gran del príncep Eugeni Alexandre de Thurn i Taxis (1652-1714) i d'Anna Adelaida de Fürstenberg-Heiligenberg (1659-1701). Va ser el segon príncep i Cap de la casa de Thurn i Taxis des del 21 de febrer de 1714 fins a la seva mort.
Després d'assumir el càrrec de Postmaster General del Sacre Imperi Romanogermànic durant la Guerra de Successió espanyola, Anselm Francesc es va traslladar de Brussel·les a Frankfurt, on va construir el seu palau de Thurn i Taxis i va adquirir els seus nous dominis, amb l'afany de ser més a prop del centre de l'Imperi.

## Matrimoni i fills
El 10 de gener de 1703 es va casar amb Maria Lluïsa Anna de Lobkowicz (1683-1750), filla del príncep Ferran August de Lobkowicz (1655-1715) i de Maria Anna de Baden-Baden (1655-1702). El matrimoni va tenir quatre fills:
- Alexandre Ferran (1704-1773)
- Elionor Maria (1705-1706)
- Maria Augusta (1706-1756), casada amb Carles I Alexandre de Württemberg (1684-1837)
- Cristià Adam (1710-1745)